# За последней чертой
«За последней чертой» — советский художественный фильм, детективный боевик с Евгением Сидихиным и Игорем Тальковым в главных ролях, работа над которым шла с лета 1990 года по 1991 год. Премьера состоялась в декабре 1991 года.

## Сюжет
Титулованный боксёр, заслуженный мастер спорта СССР Виктор Дрёмов (Евгений Сидихин), выйдя из мест заключения, где он отбывал три года за избиение, оказывается в сложном положении — любимая женщина ушла к старому антиквару, нет денег и работы. В связи с отбытием срока у него нет на руках паспорта, поэтому его отказываются брать на работу, а ввиду нетрудоустроенности отказываются восстанавливать прописку, отправляют в милицию за паспортом. В милиции от него требуют устроиться на работу и оформить прописку, паспорт возвращать отказываются.
Он попадает в замкнутый круг, выход из которого забрезжил после того, как западногерманские спортивные менеджеры, памятуя о его выступлениях на международных соревнованиях в Дюссельдорфе, приглашают его на постоянное место жительства в ФРГ, работать по контракту тренером по боксу. Министр туризма и спорта Баварии обращается к советским спортивным властям с запросом на предоставление Дрёмову выездной визы на работу за рубежом. Но бывший тренер сборной СССР по боксу, ныне являющийся высокопоставленным чиновником Федерации бокса при Спорткомитете СССР, пишет на Дрёмова отрицательную характеристику, в которой рекомендует обратившемуся к нему немецкому министру не связываться с Дрёмовым, поскольку тот является уголовным элементом. Последняя надежда Дрёмова начать нормальную жизнь после выхода из колонии терпит крах.
Вскоре он попадает под наблюдение рэкетиров, которые путём умелой провокации и связям в милиции пытаются привлечь бывшего чемпиона по боксу к преступной деятельности. Отказать бандитам непросто, и под влиянием их шантажа он соглашается на них работать. Сначала с помощью банды Дрёмов грабит квартиру бывшего тренера, тем самым отомстив ему за сломанную жизнь. Но затем вынужденно оказывается вовлечённым в налёт на кафе «Кавказская кухня», где работает его друг. После этого Виктор всё равно отказывается продолжать заниматься рэкетом, и в результате бандиты и коррумпированный начальник районного отдела милиции фабрикуют против него убийство участкового с показаниями лжесвидетелей. Дрёмова задерживает милиция, но он не дожидается предъявления обвинений. Сбежав из отделения милиции, Дрёмов решает действовать и в одиночку уничтожает бандитов.

## В ролях
- Евгений Сидихин — Виктор Дрёмов, заслуженный мастер спорта по боксу
- Игорь Тальков — Георгий («Гарик»), главарь банды рэкетиров
- Виктор Степанов — Владимир Николаевич Стародубцев, тренер Дрёмова
- Алина Таркинская —  проститутка Мэри
- Екатерина Кмит — подруга Мэри
- Владимир Нисков — рэкетир Толян
- Владимир Яковлев — Голубев, старший лейтенант
- Александр Казаков — капитан Костиков
- Владимир Тальков — рэкетир за рулём
- Татьяна Лютаева — Ирина, бывшая девушка Виктора
- Владимир Кашпур — подставной свидетель Николай Фомич
- Александр Филяс — рэкетир
- Игорь Миркурбанов — рэкетир Толян
- Фёдор Смирнов — милиционер
- Георгий Айвазов — антиквар Айвазов
- Никита Джигурда — шашлычник (нет в титрах)

## Съёмочная группа
- Автор сценария: Эдуард Володарский
- Режиссёр-постановщик: Николай Стамбула
- Операторы-постановщики: Александр Карюк, Геннадий Карюк
- Художник-постановщик: Владимир Постернак
- Композитор: Игорь Кантюков

## Производство
Первоначально сценарий писался специально под Игоря Талькова, который к тому времени приобрёл всесоюзную известность, ему предназначалась главная роль антигероя, в чём-то являвшегося альтер эго самого Талькова (в прокатной версии фильма сохранился короткий эпизод, который забыли удалить во время монтажа, где персонаж Талькова исполняет собственные песни на фоне афиш с его именем), а сценарий был призван подробно показать процесс трансформации порядочного человека в отъявленного негодяя под давлением советского строя. Собственно само название фильма и обыгрывает положение его персонажа, который уже находится «за последней чертой», в отличие от персонажа, роль которого исполнил Евгений Сидихин.

Я никак не думал, что в кино так сложно сниматься. Тем более в двух параллельных фильмах и в главных ролях. И в разных совершенно, — диаметрально противоположные роли. В «Князе Серебряном» я играю человека, который тянется к истине, к свету, к добру, — мужественный такой герой, — то в другом фильме просто ничтожество. Но там, в принципе, объясняются причины, почему он стал ничтожеством. То есть, ничтожеством его сделала «система». В юности-то он был совсем неплохим, а «система» его так сломала, что он стал вот таким, каким он стал. Поэтому, это две диаметрально противоположные роли и переключаться очень тяжело, тем более когда съёмки происходят в один день. То есть, утром я снимаюсь в одном фильме, меня красят в чёрный цвет, затем я прибегаю как сумасшедший на «Князя Серебряного», мою голову, сушу, становлюсь вот таким, какой я есть и играю князя, ночью опять еду сниматься в том фильме.
— Игорь Тальков о съёмках в фильмах «Князь Серебряный» и «За последней чертой»
Фильм был на несколько минут продолжительнее прокатной версии. Всё это впоследствии было удалено из прокатной версии фильма и на экран вошли только несколько эпизодов с Тальковым, где он либо показан мельком, либо ведёт малозначимые диалоги с главным героем на криминальную тематику. Вместо вырезанных философских сцен в фильм вошли сцена с проститутками в отделении милиции, постельная сцена и другие сцены подобного содержания, фильм стал короче (1:42 вместо 1:47). В результате фильм из социальной драмы превратился в типичный перестроечный криминальный боевик — «чернуху».

### Съёмки
Места съёмок: Октябрьская (ныне Калужская) площадь, Гончарная улица (до 1992 — улица Володарского) в Таганском районе ЦАО, ресторан и летнее кафе (с 1982 до начала 1990-х ресторан «Джалтаранг») на Чистопрудном бульваре и Елоховская площадь, ресторан «Разгуляй».
Сцена убийства Гарика — героя Игоря Талькова — снималась 6 октября 1990 года, ровно за один год до убийства самого Талькова.

### Музыка
В фильме звучат песни Игоря Талькова «Бывший подъесаул» и «Летний дождь».